# Котрчіна
Котрчіна (словац. Kotrčiná) — річка; притока Ґбелянського потоку, протікає в окрузі Жиліна.
Довжина приблизно 7,4 км. Витік знаходиться в масиві Середні Бексиди  (геоморфологічна підодиниця Кисуцька Верховина; схил гори Кучеровка) — на висоті приблизно 600 метрів.
Протікає територією сіл Котрчіна Лучка; Ґбеляни; Недедза і Мойш. Впадає у Ґбелянський потік на висоті приблизно 345-350 метрів.